# Sundown-Nationalpark
Der Sundown-Nationalpark (engl.: Sundown National Park) ist ein Nationalpark im Südosten des australischen Bundesstaates Queensland. Er liegt 198 Kilometer südwestlich von Brisbane und 45 Kilometer südwestlich von Stanthorpe, direkt an der Grenze zu New South Wales.

## Landesnatur
Der Park besitzt viele Schluchten und etliche Berggipfel über 1.000 Meter. Dort entspringt der Severn River, der als Quelle des Darling River, und damit des längsten Flusssystems Australiens, gilt. Der Fluss hat eine 10 Kilometer lange Schlucht in das harte Magmagestein gegraben. Einige Nebenflüsse des Severn River haben ebenfalls Schluchten in den Fels gegraben und besitzen Wasserfälle.
In der Gegend finden sich etliche Mineralien. Vor der Ausweisung des Nationalparks wurde hier nach Molybdänit, Arsen, Wolfram, Kupfer und Zinn gegraben. Die aufgelassenen Bergwerke gelten als verseucht. Es gibt einen Sanierungsplan und der Zugang zu diesen Orten ist beschränkt. Auf dem 1.038 Meter hohen Gipfel des Mount Donaldson kann man Fossile von Schalentieren finden. Das Magmagestein, das die Basis für den größten Teil des Parkgeländes bildet, ist von Granitadern durchzogen, was zu Bruchlinien im Gestein führte.

## Flora und Fauna
Hauptsächlich gibt es lichten Wald im Sundown-Nationalpark. Im Norden sind der Stringybark (Eucalyptus tenella), der Yellow Box (Eucalyptus melliodora), der Brown Box und der Tenterfield Woolybutt (Eucalyptus banksii) besonders verbreitet. Entlang der Flüsse finden sich der Red River Gum (Eucalyptus cladocalyx), die River Oak, der Teebaum und der Zylinderputzer. Einige Teile des Parks wurden abgeholzt, um Weideflächen für Schafe zu schaffen.
Mindestens 150 Vogelarten wurden im Park gezählt.

## Einrichtungen und Zufahrt
Bei Broadwater im Südosten des Parks gibt es einen Zeltplatz. Darüber hinaus ist das wilde Zelten ist in diesem Nationalpark gestattet. Es gibt auch eine Reihe von Wanderwegen unterschiedlicher Länge.
Der Sundown-Nationalpark ist über den Bruxner Highway (Ausfahrt Mingoola) erreichbar.